# Cryptotis endersi
Cryptotis endersi är en däggdjursart som beskrevs av Henry W. Setzer 1950. Cryptotis endersi ingår i släktet pygménäbbmöss, och familjen näbbmöss. IUCN kategoriserar arten globalt som starkt hotad. Inga underarter finns listade i Catalogue of Life.
Arten förekommer i bergstrakter i nordvästra Panama. Den lever där i regioner som ligger 1200 till 1850 meter över havet. Cryptotis endersi vistas i städsegröna bergsskogar.